# Order Honoru (Białoruś)
Order Honoru (biał. Ордэн Пашаны, ros. Орден Почёта) – białoruskie odznaczenie państwowe.

## Historia
Odznaczenie zostało ustanowione ustawą Rady Najwyższej Republiki Białoruskiej nr 3726 - XII z dnia 13 kwietnia 1995 roku art. 8 pkt. 6. Ustawa ta określa, że order ten jest nadawany za wybitne osiągnięcia w pracy zawodowej, badaniach naukowych, działalności państwowej, społeczno-kulturalnej, sportowej a także innych sferach działalności potrzebnych społeczeństwu.
W dniu 6 września 1999 roku dekretem Prezydenta Białorusi nr 516 określono jego wygląd, a w dniu 18 maja 2004 r. Ustawą Prezydenta Białorusi nr 288-3 uchylono ustawę z 1995 roku, zachowując na podstawie art. 4 Order Honoru, a w art. 11 ustalono za jakie zasługi jest nadawany.
Pierwsze nadanie miało miejsce w 24 grudnia 1997 roku.

## Zasady nadawania
Order posiada jeden stopień i jest nadawany za wybitne osiągnięcia w pracy zawodowej, a zwłaszcza:
- za wybitne osiągnięcia w produkcji, badaniach naukowych, działalności państwowej, działalności społeczno-kulturalnej, sportowej, społecznej i innych dziedzinach,
- za wysokie osiągnięcia w produkcji przemysłowej, rolnictwie, budownictwie, komunikacji, handlu, mieszkalnictwie i usługach komunalnych, usługach konsumpcyjnych, transporcie i innych obszarach zatrudnienia,
- za wybitne osiągnięcia w służbie zdrowia, edukacji, wychowaniu dzieci i młodzieży oraz przygotowaniu ich do pracy,
- za osiągnięcie wysokiej wydajności, podniesienie jakości produktów, zmniejszenie kosztów materiałów i robocizny swojej produkcji,
- za wprowadzenie nowych technik, technologii, szczególnie cennych wynalazków i wniosków racjonalizatorskich,
- za owocną działalności publiczną i społeczną,
- za zasługi w rozwoju stosunków gospodarczych, naukowo-technicznych i kulturalnych między Republiką Białorusi i innymi krajami[3].

Odznaczenie jest nadawane przez Prezydenta Białorusi.
Do chwili obecnej odznaczeniem tym wyróżniono 707 osób.

## Opis odznaki
Odznaka jest wykonana ze srebra i pozłacana. Odznaką odznaczenia jest ośmiokąt z zaokrąglonymi krawędziami, pozłacany, na który nałożona jest czteroramienna gwiazda. W środku gwiazdy znajduje się okrąg z rysunkiem kobiety i mężczyzny; kobieta trzyma snop pszenicy, a mężczyzna – flagę Białorusi. Gwiazda jest srebrna, rysunek pozłacany, flaga jest pokryta emalią zgodnie z kolorem flagi Białorusi. Poniżej gwiazdy znajdują się wieńce z liści laurowych i dębowych, połączone wstążką pokrytą niebieską emalią. Rewers odznaki jest gładki i znajduje się tam numer odznaczenia. 
Odznaka zawieszona jest na pięciokątnej zawieszce owiniętej wstążką w koloru żółtego, w środku wąski pasek koloru zielonego, a po bokach szerokie paski koloru czerwonego.